# Liste des châteaux du North Ayrshire
Cette liste recense les principaux châteaux du council area du North Ayrshire en Écosse.

## Liste
| Nom                                 | Type                | Date   | Condition             | Propriétaire                | Localisation        | Notes                                                            | Image                                |
| ----------------------------------- | ------------------- | ------ | --------------------- | --------------------------- | ------------------- | ---------------------------------------------------------------- | ------------------------------------ |
| Ailsa Craig                         | Tower               |        | En ruines             | Privé                       | Off Girvan          |                                                                  |                                      |
| Château d'Ardrossan                 |                     |        | En ruines             |                             | Ardrossan           | Accessible to the public                                         | \|                                   |
| Château d'Auchenharvie              |                     |        | En ruines             | Privé                       | Near Torranyard     | A dangerous site                                                 | Auchenharvie                         |
| Broadstone                          |                     |        | Disparu               | Privé                       | Beith               | Demolished in 1850 to build the nearby farm.                     |                                      |
| Château de Brodick                  | Historic House      |        |                       | National Trust for Scotland | Isle of Arran       |                                                                  | Brodick                              |
| Château de Clonbeith                |                     |        | En ruines             | Privé farm                  | Near Auchentiber    |                                                                  | \|                                   |
| Château de Little Cumbrae           | Tower               | 16th C | En ruines             | Privé                       | Near Cumbrae Island |                                                                  | Little Cumbrae                       |
| Château de Cunninghamhead           |                     |        | Disparu               | Privé                       | Near Irvine         |                                                                  |                                      |
| Château d'Eglinton                  |                     |        | En ruines             | North Ayrshire Council      | Irvine              | Now Eglinton Country Park                                        | Eglinton Castle in the 1920s         |
| Fairlie                             | Tower               | 15th C | En ruines             | Privé                       | Fairlie             |                                                                  | Fairlie                              |
| Giffen                              |                     |        | Disparu               | Privé                       | Near Barrmill       | Parts of it are incorporated into Barrmill Mill.                 |                                      |
| Château de Glengarnock              | Tower               |        | En ruines             | Privé                       | Kilbirnie           |                                                                  | Glengarnock                          |
| Hessilhead                          |                     |        | Scant remains         | Privé                       | Near Lugton         | A Wildlife Rescue Centre occupies part of the old estate         | Hessilhead Castle in the 1800s       |
| Château de Kelburn                  |                     |        |                       |                             |                     | Castle open                                                      |                                      |
| Château de Kerelaw                  |                     |        | En ruines             | North Ayrshire Council      | Saltcoats           | Fenced off - dangerous                                           | Kerelaw                              |
| Château de Kilbirnie Place          |                     |        | En ruines             |                             |                     |                                                                  | Kilbirnie Place                      |
| Château de Kildonan                 |                     |        |                       |                             |                     |                                                                  |                                      |
| Château de Law                      |                     |        |                       |                             |                     |                                                                  |                                      |
| Château de Lochranza (Arran Island) |                     |        |                       | Historic Scotland           | Lochranza           |                                                                  | Lochranza                            |
| Montgreenan                         |                     |        | En ruines             | Privé                       | Near Kilwinning     | Montgreenan House is nearby. Also known as the 'Bishop's Palace' | Foundations of the 'Bishop's Palace' |
| Château de Pitcon                   |                     |        |                       |                             |                     |                                                                  |                                      |
| Château de Portencross              |                     |        |                       |                             |                     |                                                                  | Portencross in 1900.                 |
| Château de Seagate                  | Fortified townhouse | 16th C | En ruines             | North Ayrshire Council      | In Irvine           | access on Doors Open Days only                                   | Seagate                              |
| Château de Skelmorlie               | Tower               | 16th C | Inhabited             | Privé                       | Near Largs          | Much altered                                                     | Skelmorlie Castle in the 1880s.      |
| Château de Stanecastle              |                     |        | Substantial En ruines | North Ayrshire Council      | Stanecastle, Irvine | Accessible and well maintained                                   | Stanecastle tower                    |